# 生成変化
哲学者アンリ・ベルクソンのアイデアをもとに、哲学者ジル・ドゥルーズが発展させた概念。人が狼を見て、おれは狼になる、なりたいと念じ、その結果として狼に分身する。星を見て、自ら星になったような気になる。花を見て花になる。そのような心理的動きの中に、錯覚にとどまらない本質的なものがあり、それをフランス語で「devenir（成る）」（日本語訳は生成変化）という概念とした。
無意識を扱ったこの概念は難解であるが、これをドゥルーズ/ガタリの「器官なき身体」という概念と、ほぼ同義のものであるとする考えもある。